# 宮下順一郎
宮下 順一郎（みやした じゅんいちろう、1952年5月1日 - 2014年5月19日）は、日本の政治家。青森県むつ市長（2期）。

## 来歴
青森県むつ市生まれ。青森県立青森高等学校、早稲田大学政治経済学部卒業。卒業後は帰郷し、学習塾を開く。その後、酒販店を経営する。
1995年、むつ市議会議員に当選。2003年から2007年まで同市議会議長。
3期目途中の2007年7月、杉山粛の死去によるむつ市長選挙に立候補し、使用済み核燃料の中間貯蔵施設誘致などを掲げて初当選する。2011年7月の市長選では市庁舎移転や市の赤字解消の実績を強調して再選。
市長を2期務め、2期目在職中の2014年5月19日、同市内のホテルで開催された異業種組織との総会に参加、午後6時過ぎから行われた懇親会で乾杯の挨拶をしようとしたとき意識を失って倒れ、同日午後9時36分、救急車で搬送されたむつ総合病院でクモ膜下出血により急死した。62歳。死没日をもって旭日小綬章追贈、従五位に叙される。
没後に行われたむつ市長選挙では長男の宮下宗一郎が立候補、当選した。